# Pastilkî, Pereciîn
Pastilkî (în ucraineană Пастілки) este un sat în comuna Dubrînîci din raionul Pereciîn, regiunea Transcarpatia, Ucraina.

## Demografie
Componența lingvistică a localității Pastilkî
     Ucraineană (100%)
Conform recensământului din 2001, toată populația localității Pastilkî era vorbitoare de ucraineană (100%).